# Мини сукња
Мини сукња или минић је врста сукње која се спушта од струка не дуже од колена, најчешће до половине бутине или, по некима, највише 10 cm испод задњице.
Постоје извори који наводе да су различити облици кратких сукњи постојали и п. н. е. само што се тек 1960-их година појавио израз мини сукња који их описује. Једном од првих ауторки мини сукњи сматра се Мери Квант која сматра да мини сукња истиче младоликост која се сматрала пожељном. До почетка 21. века десила се експанзија мини сукњи што је резултирало масовним ношењем, али и бројним забранама и протестима против ношења истих. У већем делу света забрањено их је носити у школама.